# Борис Гелфанд
Борис Гелфанд (на иврит: בוריס גלפנד; на руски: Борис Гельфанд) е израелски шахматист, международен гросмайстор.

## Шахматна кариера
През август 2000 г. спечелва „Мемориал Рубинщайн“ с резултат 6,5 точки от 9 възможни и без допусната загуба. През септември участва в световната купа по шахмат, където е отстранен на полуфиналите от Вишванатан Ананд с 1,5-2,5. В края на годината участва на световното първенство на ФИДЕ, където е отстранен в четвъртия кръг от Алексей Широв.
В началото на март 2002 г. поделя 1-2 м. с Веселин Топалов на турнира „NAO Chess Masters“ в Кан. Двамата гросмайстори приключват състезанието с резултат 6 точки от 9 възможни, на точка и половина пред група от петима гросмайстори. През октомври спечелва международния турнир в Кап д'Агд, след като побеждава на финала Анатоли Карпов с 2-0 точки.
През 2004 г. спечелва ежегодния турнир в Памплона с резултат 5,5 точки от 7 възможни.
През 2007 г. завършва на 2-3 м. с Владимир Крамник на световното първенство в Мексико.
През май 2009 г. спечелва световната купа на АШП, побеждавайки на финала Пьотър Свидлер с 3-1 точки. През юли завършва на второ място в Базна с резултат 6 точки от 10 възможни. През август завършва на 2-3 място с Левон Аронян в 5-ия турнир от веригата „Гран при на ФИДЕ“. Двамата шахматисти завършват състезанието с 8 точки от 13 възможни, на половин точка зад победителя Василий Иванчук. През декември спечелва световната купа по шахмат, след като побеждава на финала Руслан Пономарьов със 7-5 точки.
През юни 2010 г. спечелва турнира „Леон Мастърс“, побеждавайки на финала след тайбрек Левон Аронян с 4-2 точки.
През 2012 г. отбелязва най-успешното си представяне на световно първенство. На финала на претендентите за титлата след 5 ремита в последната 6-а партия Гелфанд побеждава руския гросмайстор Александър Гришчук. Така за пръв път в историята на световното първенство състезател от Израел отива да играе за световната титла. В мача със световния шампион Вишванатанд Ананд редовните 12 партии завършва наравно 6:6, в тайбрека губи 1 партия и така отстъпва с краен резултат 7,5:8,5.

## Личен живот
Борис Гелфанд е женен и има дъщеря. В свободното си време харесва да чете класически произведения в литературата и да гледа футбол и тенис.